# VHV
VHV (Grupul Hanoverian de Asigurare) este o companie de asigurări cu sediul în Hanovra, care operează atât în Germania, cât și în străinătate ca primar și reasigurător. Grupul de asigurări este unul dintre primele 20 de grupuri de asigurări principale și unul dintre cei mai mari cinci asigurători de autovehicule din Germania.
În 1875 și 1919, societățile de bază ale grupului VHV de astăzi au fost înființate în Hanovra ca societăți de asigurări mutuale. În 2007, VHV a înființat un joint-venture cu FWU și Banca Națională Comercială din Arabia Saudită. În 2011, sediul central al companiei Wave Management AG a fost mutat din Hamburg în Hanovra pentru a-și concentra activitățile comerciale.
CEO-ul a fost Uwe H. Reuter din 2003. În 2015 și 2017, VHV era una dintre cele mai populare mărci germane din categoria Asigurări. În 2017, Hannoversche Direktversicherung a fost îmbinată cu VHV Allgemeine. În Germania, companiile de asigurări au sucursale în Hamburg, Berlin și München. În 2017, a fost inițiat cel mai mare proiect de digitizare din istoria companiei.
Următoarele companii majore sunt deținute 100% de către Grupul VHV:
- VHV Vereinigte Hannoversche Versicherung a. G.
- VHV Holding AG
- VHV Allgemeine Versicherung AG
- VHV Reasürans AȘ, Istanbul[8]
- Hannoversche Lebensversicherung AG
- WAVE Management AG
- VHV solutions GmbH
- VVH Versicherungsvermittlung Hannover GmbH
- VAV Versicherung, Viena[9]

## Cifrele de afaceri ale grupului (HGB)
| an                                   | 2010    | 2011    | 2012    | 2013    | 2014    | 2015    | 2016    | 2017    | 2018    |
| ------------------------------------ | ------- | ------- | ------- | ------- | ------- | ------- | ------- | ------- | ------- |
| Venitul net consolidat (Milion Euro) | 35,7    | 108,9   | 72,7    | 52,6    | 103,8   | 140,1   | 127,8   | 156,1   | 233,3   |
| Primele brute încasate (Milion Euro) | 2.330,4 | 2.377,7 | 2.460,5 | 2.624,5 | 2.687,3 | 2.720,9 | 2.871,9 | 3.041,9 | 3.151,2 |
| Echitate (Milion Euro)               | 650,8   | 764,8   | 838,5   | 889,8   | 993,9   | 1.140,6 | 1.265,9 | 1.415,4 | 1.645,1 |
| Angajat                              | 2.880   | 2.796   | 2.713   | 2.704   | 2.798   | 2.897   | 3.010   | 3.090   | 3.202   |
| Număr de contracte (Milion)          | 8,5     | 8,2     | 8,4     | 9,0     | 9,1     | 9,5     | 10,1    | 10,5    | 10,9    |